# Simon Goldstar
Simon Goldstar är en regissör och producent inom pornografisk film.
Goldstar regisserade tre filmer mellan 1997 och 1998. Den sista filmen var The Price of an Education.